# Töllsjön
Töllsjön är en sjö i Bollebygds kommun i Västergötland och ingår i Rolfsåns huvudavrinningsområde. Sjön är 18,5 meter djup, har en yta på 1,17 kvadratkilometer och befinner sig 118,2 meter över havet. Sjön avvattnas av vattendraget Rolfsån (Nolån). Vid provfiske har bland annat abborre, braxen, gädda och mört fångats i sjön.

## Delavrinningsområde
Töllsjön ingår i det delavrinningsområde (641050-130971) som SMHI kallar för Utloppet av Töllsjön. Medelhöjden är 161 meter över havet och ytan är 9,93 kvadratkilometer. Det finns ett avrinningsområde uppströms, och räknas det in blir den ackumulerade arean 63,81 kvadratkilometer. Avrinningsområdets utflöde Rolfsån (Nolån) mynnar i havet. Avrinningsområdet består mestadels av skog (75 %). Avrinningsområdet har 1,17 kvadratkilometer vattenytor vilket ger det en sjöprocent på 11,7 %.

## Fisk
Vid provfiske har följande fisk fångats i sjön:
- Abborre
- Braxen
- Gädda
- Mört
- Sutare